# Timarcha tenuicornis
Timarcha tenuicornis es una especie de insecto coleóptero de la familia Chrysomelidae.
Fue descrita científicamente en 1880 por Fairmaire.